# Luis Alberto Ojeda
Luis Alberto Ojeda (Romang, Provincia de Santa Fe, Argentina; 21 de marzo de 1990) es un futbolista argentino. Juega como arquero y su primer equipo fue Unión de Santa Fe. Actualmente se encuentra en Unión Tarija de la Copa Simón Bolívar de Bolivia.

## Trayectoria
Oriundo de Romang, se inició futbolísticamente en el club Matienzo de su ciudad natal hasta que en 2004 se sumó a las inferiores de Unión de Santa Fe. Su debut como profesional se produjo el 17 de agosto de 2008: ese día fue titular en la derrota 2-1 ante Talleres de Córdoba.
Posteriormente jugó en Argentinos Juniors, Venados de México, Veracruz de México, JEF United de Japón, Atlético Bucaramanga de Colombia, Cafetaleros de México, Mitre de Santiago del Estero, Wilstermann de Bolivia, Platense, Sol de América de Paraguay, Atlético Tucumán, Gimnasia y Esgrima de Mendoza y Matienzo.

## Selección nacional
En 2007, formó parte de la selección sub-17 argentina, siendo el arquero titular tanto en el Sudamericano, disputado en Ecuador, como en la Copa Mundial que se jugó en Corea del Sur.
En 2009 fue convocado a la selección sub-20 para el Sudamericano de Venezuela, donde atajó en los dos primeros partidos.

### Participaciones en Sudamericanos
| Sudamericano                | Sede      | Resultado     |
| --------------------------- | --------- | ------------- |
| Sudamericano Sub-17 de 2007 | Ecuador   | Tercer puesto |
| Sudamericano Sub-20 de 2009 | Venezuela | Sexto puesto  |

### Participaciones en Copas del Mundo
| Copa Mundial                | Sede          | Resultado        |
| --------------------------- | ------------- | ---------------- |
| Copa Mundial Sub-17 de 2007 | Corea del Sur | Cuartos de final |

## Estadísticas
- Actualizado al 4 de mayo de 2024

### Clubes
| Club                       | Div.                | Temporada           | Liga | Liga | Copa Nacional | Copa Nacional | Copa Internacional | Copa Internacional | Total | Total |
| Club                       | Div.                | Temporada           | PJ   | GR   | PJ            | GR            | PJ                 | GR                 | PJ    | GR    |
| -------------------------- | ------------------- | ------------------- | ---- | ---- | ------------- | ------------- | ------------------ | ------------------ | ----- | ----- |
| Unión Argentina            | 2.ª                 | 2007/08             | 0    | 0    | —             | —             | —                  | —                  | 0     | 0     |
| Unión Argentina            | 2.ª                 | 2008/09             | 32   | -41  | —             | —             | —                  | —                  | 32    | -41   |
| Unión Argentina            | 2.ª                 | 2009/10             | 15   | -17  | —             | —             | —                  | —                  | 15    | -17   |
| Unión Argentina            | Total               | Total               | 47   | -58  | 0             | 0             | 0                  | 0                  | 47    | -58   |
| Argentinos Argentina       | 1.ª                 | 2009/10             | 5    | -5   | —             | —             | —                  | —                  | 5     | -5    |
| Argentinos Argentina       | 1.ª                 | 2010/11             | 6    | -3   | —             | —             | —                  | —                  | 6     | -3    |
| Argentinos Argentina       | 1.ª                 | 2011/12             | 25   | -26  | 1             | -1            | 2                  | -4                 | 28    | -31   |
| Argentinos Argentina       | 1.ª                 | 2012/13             | 28   | -39  | —             | —             | 2                  | -6                 | 30    | -45   |
| Argentinos Argentina       | 1.ª                 | 2013/14             | 1    | -3   | —             | —             | —                  | —                  | 1     | -3    |
| Argentinos Argentina       | 2.ª                 | 2014                | 6    | -3   | 2             | -6            | —                  | —                  | 8     | -9    |
| Argentinos Argentina       | 1.ª                 | 2015                | 15   | -14  | —             | —             | —                  | —                  | 15    | -14   |
| Argentinos Argentina       | Total               | Total               | 86   | -93  | 3             | -7            | 4                  | -10                | 93    | -110  |
| Venados · México           | 2.ª                 | 2015/16             | 14   | -14  | 3             | -5            | —                  | —                  | 17    | -19   |
| Venados · México           | 2.ª                 | 2016                | 14   | -27  | 2             | -5            | —                  | —                  | 16    | -32   |
| Venados · México           | Total               | Total               | 28   | -41  | 5             | -10           | 0                  | 0                  | 33    | -51   |
| Veracruz · México          | 1.ª                 | 2017                | —    | —    | 1             | -1            | —                  | —                  | 1     | -1    |
| Veracruz · México          | Total               | Total               | 0    | 0    | 1             | -1            | 0                  | 0                  | 1     | -1    |
| JEF United Japón           | 2.ª                 | 2017                | 5    | -10  | —             | —             | —                  | —                  | 5     | -10   |
| JEF United Japón           | Total               | Total               | 5    | -10  | 0             | 0             | 0                  | 0                  | 5     | -10   |
| Bucaramanga · Colombia     | 1.ª                 | 2018                | 17   | -22  | —             | —             | —                  | —                  | 17    | -22   |
| Bucaramanga · Colombia     | Total               | Total               | 17   | -22  | 0             | 0             | 0                  | 0                  | 17    | -22   |
| Cafetaleros · México       | 2.ª                 | 2018/19             | 11   | -20  | 5             | -8            | —                  | —                  | 16    | -28   |
| Cafetaleros · México       | Total               | Total               | 11   | -20  | 5             | -8            | 0                  | 0                  | 16    | -28   |
| Mitre (SdE) Argentina      | 2.ª                 | 2019/20             | 20   | -18  | —             | —             | —                  | —                  | 20    | -18   |
| Mitre (SdE) Argentina      | Total               | Total               | 20   | -18  | 0             | 0             | 0                  | 0                  | 20    | -18   |
| Wilstermann · Bolivia      | 1.ª                 | 2020                | —    | —    | —             | —             | 1                  | 0                  | 1     | 0     |
| Wilstermann · Bolivia      | Total               | Total               | 0    | 0    | 0             | 0             | 1                  | 0                  | 1     | 0     |
| Platense Argentina         | 1.ª                 | 2021                | 16   | -20  | —             | —             | —                  | —                  | 16    | -20   |
| Platense Argentina         | Total               | Total               | 16   | -20  | 0             | 0             | 0                  | 0                  | 16    | -20   |
| Sol de América Paraguay    | 1.ª                 | 2022                | 39   | -49  | —             | —             | 2                  | -5                 | 41    | -54   |
| Sol de América Paraguay    | Total               | Total               | 39   | -49  | 0             | 0             | 2                  | -5                 | 41    | -54   |
| Atlético Tucumán Argentina | 1.ª                 | 2023                | —    | —    | 1             | -3            | —                  | —                  | 1     | -3    |
| Atlético Tucumán Argentina | Total               | Total               | 0    | 0    | 1             | -3            | 0                  | 0                  | 1     | -3    |
| Gimnasia (M) Argentina     | 2.ª                 | 2024                | 12   | -13  | —             | —             | —                  | —                  | 12    | -13   |
| Gimnasia (M) Argentina     | Total               | Total               | 12   | -13  | 0             | 0             | 0                  | 0                  | 12    | -13   |
| Unión Tarija · Bolivia     | 2.ª                 | 2025                | 0    | 0    | —             | —             | —                  | —                  | 0     | 0     |
| Unión Tarija · Bolivia     | Total               | Total               | 0    | 0    | 0             | 0             | 0                  | 0                  | 0     | 0     |
| Total en su carrera        | Total en su carrera | Total en su carrera | 281  | -344 | 15            | -29           | 7                  | -15                | 303   | -388  |

### Selección
| Selección                                                                  | Año                 | Amistosos | Amistosos | Sudamérica(1) | Sudamérica(1) | Mundial(2) | Mundial(2) | Total | Total |
| Selección                                                                  | Año                 | PJ        | GR        | PJ            | GR            | PJ         | GR         | PJ    | GR    |
| -------------------------------------------------------------------------- | ------------------- | --------- | --------- | ------------- | ------------- | ---------- | ---------- | ----- | ----- |
| Sub-17 Argentina                                                           | 2007                | -         | -         | 9             | -7            | 5          | -4         | 14    | -11   |
| Sub-17 Argentina                                                           | Total               | -         | -         | 9             | -7            | 5          | -4         | 14    | -11   |
| Sub-20 Argentina                                                           | 2009                | -         | -         | 2             | -2            | -          | -          | 2     | -2    |
| Sub-20 Argentina                                                           | Total               | -         | -         | 2             | -2            | -          | -          | 2     | -2    |
| Total en su carrera                                                        | Total en su carrera | -         | -         | 11            | -9            | 5          | -4         | 16    | -13   |
| (1) Incluye Sudamericano Sub-17 y Sub-20. (2) Incluye Copa Mundial Sub-17. |                     |           |           |               |               |            |            |       |       |

## Palmarés

### Campeonatos nacionales
| Título          | Club               | País      | Año  |
| --------------- | ------------------ | --------- | ---- |
| Torneo Clausura | Argentinos Juniors | Argentina | 2010 |